# Польская армия (Россия, 1813)
Польская армия — особая армия Российской империи времён Наполеоновских войн, сформирована 25 мая 1813 года высочайшим приказом № 192 императора Александра I численностью 120 000 чел.. 3 июля 1813 года высочайшим приказом № 225 особая армия названа «Польской армией» . Командующим армией был назначен генерал от кавалерии, барон Л. Л. Беннигсен, начальником штаба — генерал К. И. Опперман, дежурным генералом — генерал-майор И. Н. Инзов.

## Состав
Корпус генерала Дохтурова (40 000 чел.) располагался около Модлина, Варшавы и Замостья. Корпус ополчения графа Толстого (49 000 чел.) располагался между городами Ковель, Хелм, Ярославец, Рыльц, Радивилов и Луцк. Дополнительно из Резервной армии были выделены (29 000 чел) : 32 эскадрона, 24 батальона пехоты, которые располагались около Варшавы. В состав армии вошла артиллерия (252 орудия) под командованием инспектора барона Меллера-Закомельского.

## Развертывание
Согласно высочайшему приказу императора Александра I № 228 от 10 июля 1813 года, «по окончании перемирия, продолженного до 28 июля, назначаю вверенной Вам (Беннигсену) армии с действующими войсками находиться между реками Варта и Просна, а аванпостам на реке Одр» .
Указывалось, корпусу генерала Дохтурова быть в авангарде и следовать к реке Варта в направлении на Трахенберг. Корпус расположить на реке Варта в резерве корпуса Винцингероде у Лиссы. Корпусу графа Толстого следовать в направлении на Бреславль. Были установлены сжатые сроки прибытия корпусов на новые позиции: частей генерала Дохтурова в 30-дневный, а графа Толстого в 29-дневный.

## Боевые действия
К 5 октября 1813 года Польская армия прибыла к Лейпцигу и с «выдающимся отличием» участвовала в сражении. За проявленные «новые опыты отличнаго мужества и благоразумных распоряжений к поражению неприятеля» Беннигсен Л. Л. был возведен императором Александром I в графское достоинство.